# سيث غرينبيرغ
سيث غرينبيرغ (بالإنجليزية: Seth Greenberg)‏ هو مدرب كرة سلة أمريكي، ولد في 18 أبريل 1956 في بلينفيو في الولايات المتحدة.

## روابط خارجية
- سيث غرينبيرغ على موقع كلية كرة السلة في سبورتس رفرنس.كوم (الإنجليزية)
- سيث غرينبيرغ على موقع كلية كرة السلة في سبورتس رفرنس.كوم (الإنجليزية)